# Felix the Cat

Felix gezeichnet von Otto Messmer

Felix the Cat [ˈfiː.lɪks ðə kæt] (in Deutschland auch Felix der Kater) ist eine amerikanische Cartoonfigur. Die rein schwarze Gestalt mit dem weißen Gesicht und dem riesigen Grinsen wurde in Kombination mit den surrealen Situationen der Comics zu einer weltweit bekannten Figur von hohem Wiedererkennungswert. Der große Erfolg von Felix führte dazu, dass weitere Katzen-Comics wie zum Beispiel Oskar der Familienvater entstanden.
Felix war die erste Cartoonfigur, deren Popularität groß genug war, um allein aufgrund ihrer Anziehungskraft ein Publikum in die Kinos zu ziehen. Er war die populärste Cartoonfigur der Stummfilm-Ära. Seine Popularität nahm jedoch ab, als der Tonfilm Einzug hielt und der Übergang von Stumm- zu Tonfilm nicht gelang, während Walt Disney mit dem ersten Ton-Zeichentrickfilm Steamboat Willie sehr erfolgreich war, weshalb schon bald Micky Maus Felix als beliebteste Cartoonfigur überholte. In den 1950er Jahren gelang Felix jedoch ein erfolgreiches Comeback im Fernsehen.
Eine Spielfigur von Felix wurde 1928 zum ersten TV-Star aller Zeiten, da eine Aufnahme von ihr auf einem sich drehenden Plattenspieler zum ersten im Fernsehen übertragenen Bild wurde.

## „Feline Follies“
Am 9. November 1919 tauchte in einem Kurzfilm der Paramount Pictures namens „Feline Follies“ (zu Deutsch ungefähr „Katzenverrücktheiten“) eine Cartoonfigur namens Master Tom auf, die Felix deutlich ähnelt. Der Film war im Trickfilmstudio von Pat Sullivan, einem aus Australien eingewanderten Filmproduzenten, hergestellt worden, Regie hatte der Cartoonist und Trickfilmer Otto Messmer geführt. Der Film war ein Erfolg, und Paramount bestellte weitere Folgen mit der Figur. Der Paramountproduzent John King taufte sie jedoch um in „Felix“, ein Wortspiel aus den lateinischen Worten felis (Katze) und felix (glücklich, glückbringend, der Glückliche). 1924 unterzog der Trickfilmer Bill Nolan die noch immer ungeschliffene Figur einer Nachbehandlung, durch die sie runder und visuell ansprechender wurde. Felix’ neue Gestalt, belebt durch Messmers meisterhafte Animation, führte bald dazu, dass er schnell international berühmt wurde.

## Der Schöpferstreit
Bis heute ist die Frage ungeklärt, ob Felix von Pat Sullivan oder von Otto Messmer erdacht wurde. Sullivan gab in zahlreichen Zeitungsinterviews an, dass Felix auf ihn zurückginge und er die „Schlüsselzeichnungen“ („key drawings“) für die Figur entworfen habe. Diese Aussage Sullivans wird gestützt durch seinen Cartoonkurzfilm namens „The Tail of Thomas Kat“, der am 18. März 1917, über zwei Jahre vor den „Feline Follies“, Premiere hatte; laut einer Fernsehdokumentation des australischen Senders ABC-TV aus dem Jahre 2004 ist dieser „Thomas Kat“-Charakter ein noch früherer „Felix“-Prototyp.
Aus der erhaltenen Darstellung der Figur von „Thomas Kat“ zur Anmeldung des Copyrights werden auch signifikante Unterschiede zwischen Thomas und Felix deutlich: Wo es Felix wundersam gelingt, seinen Schwanz in Werkzeuge oder andere Gegenstände zu verwandeln, handelt es sich bei dem im Übrigen auch nicht anthropomorphen Thomas um eine Katze, die ihren Schwanz in einem Kampf mit einem Hahn verliert und auch nicht mehr wiedergewinnt.
Sullivan war der Studiobesitzer und – wie in solchen Fällen in den USA üblich – erwarb er das Copyright an allen kreativen Arbeiten seiner Untergebenen. Nach seinem Tod wurden die Rechte an der Figur Teil der Erbmasse.
Erst viele Jahre nach Sullivans Tod bezeichneten einige von seinen Angestellten Messmer als den Schöpfer von Felix. Sie behaupteten, Felix basiere auf einem animierten Charlie Chaplin, den Messmer bereits zuvor für Sullivans Studio realisiert hatte. Die schwarze, grinsende Katze der „Feline Follies“, die in der Tat wie Chaplin tanzt, verleiht dieser Theorie eine gewisse Wahrscheinlichkeit. Die werdende Figur ist dort noch kantiger und hat eine erheblich längere Nase als der spätere Felix, aber der berühmte reinschwarze Körper ist bereits vorhanden, hingegen ist die Fellfarbe des früheren Thomas Kat noch nicht endgültig klar.
Ungeachtet der Frage, wer Felix nun ursprünglich schuf, war es Pat Sullivan, der die Figur gnadenlos vermarktete, während der ungenannte Messmer derweil eine ungeheure Menge von Felix-Cartoons zeichnete. 1923 begann er sogar zusätzlich mit einem Comicstrip für die Firma King Features Syndicate.
Die Auseinandersetzung um die geistige Urheberschaft von Felix ist in der Animations- und Zeichentrickfilmszene weithin bekannt. Auch eine Folge der Zeichentrickserie „The Simpsons“ beschäftigte sich mit dem Disput.

## „He’s Some Cat!“
Nach dem Auslaufen des Vertriebsvertrags mit der Paramount 1922 ließ Sullivan seine Cartoons durch Margaret J. Winkler vertreiben. Unter Winkler erreichte Felix’ Popularität neue Höhen.
1923 erreichte der Kater den Höhepunkt seiner Filmkarriere. In dem Kurzfilm Felix in Hollywood spielt er mit dem Thema seiner eigenen Beliebtheit, indem er sich solchen „Co-Stars“ wie Douglas Fairbanks, Cecil B. DeMille, Charlie Chaplin, Ben Turpin und selbst dem Zensor Will H. Hays bekannt machte. Sein Bild erschien auf Uhren, Weihnachtsschmuck und als Motiv des ersten Riesenballons für die Thanksgiving-Day-Parade des Kaufhauses Macy’s. Felix wurde auch das Thema zahlreicher beliebter Schlager. Selbst Paul Whiteman, selbsternannter „King of Jazz“ und ein berühmter Bandleader der Zeit, spielte ein Stück über die muntere Katze ein.
Wie bereits erwähnt, war Felix auch das erste Bild, das in den USA durch einen Fernsehsender übertragen wurde. Die RCA wählte 1928 eine Felix-Puppe aus Pappmaché für ein Experiment im New Yorker Van Cortlandt Park. Das Bild wurde wegen seiner starken Kontraste ausgewählt und weil es den starken Lichtern, die benötigt wurden, widerstehen konnte. Die Figur war auf dem rotierenden Plattenteller eines Phonographen angebracht und wurde täglich rund zwei Stunden ausgestrahlt. Nach einer Einmalzahlung an Sullivan blieb die Puppe auf dem Plattenteller für fast ein Jahrzehnt das Testbild, mit dem die RCA die Feinabstimmung ihrer Bildauflösung vornahm.
Felix’ großer Erfolg zog auch zahlreiche Imitatoren an. Die Erscheinung und die Charaktere anderer Katzenfiguren der 20er Jahre wie dem Julius aus Walt Disneys Alice Comedies, Waffles aus Paul Terrys Aesop’s Film Fables und Bill Nolans Adaptation der Krazy Kat von 1925 scheinen sämtlich Felix nachgebildet.
Die Cartoons waren auch bei den Kritikern beliebt. Sie wurden angeführt als wundervoll imaginative Beispiele surrealistischen Filmschaffens. Felix wurde nachgesagt, er repräsentiere die kindliche Fähigkeit zum ergriffenen Staunen eines Kindes; das Fantastische erschaffend, wenn es abwesend ist, und leichthändig damit spielend, wenn es anwesend ist. Sein berühmter Gang – die Hände hinterm Rücken verschränkt, den Kopf gesenkt, in Gedanken versunken – wurde ein Markenzeichen, das von Kritikern rund um die Welt stets aufs Neue gedeutet wurde. Felix’ Schwanz, der in einem Moment eine Schaufel sein konnte und im nächsten ein Ausrufezeichen oder ein Bleistift, verdeutlichte, dass einfach alles in dieser Welt geschehen kann.

Staffelemblem der VF-31 Tomcatters 1948

### Felix als Maskottchen
Angesichts seiner beispiellosen Popularität und der Tatsache, dass sein Name vom lateinischen Wort für „glückbringend“ abgeleitet war, adaptierten einige Personen und Organisationen Felix als ein Maskottchen. Der erste war ein Chevrolet-Händler aus Los Angeles und Freund von Pat Sullivan namens Winslow B. Felix, der seinen Ausstellungsraum 1921 eröffnete. Das dreiseitige Neonschild von Felix Chevrolet mit seinen riesigen, lächelnden Bildern von Felix an der Ecke Figueroa Street und Harbor Freeway ist heute eine der Sehenswürdigkeiten der Stadt. 1922 wurde Felix das Maskottchen der New York Yankees, und auch Charles Lindbergh nahm eine Felix-Puppe mit auf seinen historischen Flug über den Atlantik.
Ende der 1920er Jahre nahm eine Bomberstaffel der United States Navy (VB-2B) eine Abbildung eines rennenden Felix, eine Bombe mit brennender Lunte tragend, als Einheitszeichen an. Trotz Umbenennungen (VF-6B und später VF-3) und der zwischenzeitlichen Ausrüstung mit Jagdflugzeugen wurde das Emblem bis heute beibehalten. Die Staffel VF-31 ist als flugzeugträgerbasierte Nachtkampfgeschwader bis in die Gegenwart aktiv und auch das Symbol des Felix mit der brennenden Bombe unverändert das Zeichen der Einheit.

## Vom Stumm- zum Tonfilm
Nachdem mit The Jazz Singer 1927 der erste Tonfilm in Spielfilmqualität erschienen war, wurde Pat Sullivan von Educational Pictures, zu der Zeit die Vertriebsfirma der Felix-Filme, bedrängt, den Sprung hin zu „sprechenden“ Cartoons zu machen, aber Sullivan weigerte sich. Weitere Konflikte führten zum Bruch zwischen Educational und Sullivan. Erst als Walt Disneys Steamboat Willie als der erste Zeichentricktonfilm mit synchronisierter Tonspur Kinogeschichte schrieb, erkannte auch Sullivan die Möglichkeiten des Tonfilms. Es gelang ihm, sich einen Vertrag mit Copley Pictures zur Produktion von klingenden Felix-Cartoons zu sichern, die Ergebnisse waren jedoch desaströs. Mehr als je zuvor schien es, als wenn es Disneys Maus gelinge, das Publikum von Sullivans stummem Star abzuziehen.
Nicht einmal die Einführung neuer Charaktere wie den Neffen Inky und Winky konnte das verlorene Publikum wiedergewinnen und Copley Pictures löste den Vertrag wieder auf. Sullivan kündigte an, ein neues Studio in Kalifornien zu eröffnen, aber diese Pläne wurden nie realisiert. Die Dinge verschlechterten sich erheblich mit dem Tod von Sullivans Frau, Marjorie, im März 1932, an dem Sullivan zerbrach. Er verfiel in alkoholische Depressionen, seine Gesundheit verschlechterte sich rapide und er begann, sein Gedächtnis zu verlieren. Otto Messmer konnte seine Schecks nicht mehr einlösen, weil Sullivans Unterschrift unleserlich geworden war. 1933 starb er, sein Studio lag in Scherben.
Sullivans Bruder lizenzierte Felix 1936 an die Van Beuren Studios mit der Absicht, Farb- und Tonfilme zu produzieren. Das Studio entledigte sich der etablierten Persönlichkeit Felix’ und formte ihn um zu einem weiteren, beliebigen funny animal, wie sie zu dieser Zeit beliebt waren. Das Studio musste wegen finanzieller Probleme jedoch noch im selben Jahr schließen, so dass lediglich drei neue Kurzfilme entstanden.

## Felix’ Comeback
Ab 1953 wurden Felix’ frühe Kurzfilme mit Musik unterlegt im Fernsehen ausgestrahlt. Otto Messmer zog sich im Jahr darauf vom Zeichnen des Comicstrips zurück und sein Assistent Joe Oriolo (Schöpfer von Casper the Friendly Ghost, in Deutschland Casper, der freundliche Geist, auch Casper, der kleine Geist und Kasimir, der freundliche Geist) übernahm. Oriolo traf eine Vereinbarung mit Felix’ neuem Eigentümer, Pat Sullivans Neffen, über den Neubeginn einer Reihe von Felix-Cartoons für das Fernsehen. In 260 von der Firma Trans-Lux vertriebenen Fernsehcartoons ließ Oriolo ab 1958 Felix die Hauptrolle spielen.
Wie zuvor schon das Van-Beuren-Studio, gab Oriolo Felix eine gezähmte und schwunglose Persönlichkeit, mehr auf Kinder ausgerichtet, und führte neue Elemente ein wie Felix’ Zaubertasche, einen Ranzen, der jede Form und Eigenschaft annehmen konnte, ganz nach Felix’ Wünschen. Die Sendung ist in den USA auch berühmt für seine unverwechselbare, von Winston Sharples komponierte Titelmelodie.
| „Felix the Cat, The wonderful, wonderful cat! Whenever he gets in a fix He reaches into his bag of tricks!“ | „Felix der Kater, Der wundervolle, wundervolle Kater! Wann immer er in die Klemme kommt, Langt er in seine Zaubertasche prompt!“ |

Die Sendung enthielt neben Felix auch alle bisherigen Nebencharaktere und führte viele neue ein, darunter: der finstere, schnauzbärtige Professor; sein hochintelligenter Neffe Poindexter (mit einem IQ von 222); Rock Bottom, der bulldoggengesichtige Assistent des Professors; ein böser, zylindrischer Roboter, „König des Mondes“, namens „The Master Cylinder“; und ein kleiner, bescheidener und freundlicher Eskimo namens Vavoom, dessen einziges Wort der erdbebenauslösende Ausruf seines eigenen Namens war. All diese Charaktere wurden vom Stimmexperten Jack Mercer gesprochen.
Oriolos Geschichten drehen sich stets um die erfolglosen Versuche der Gegenspieler von Felix, diesem seinen Zauberranzen zu stehlen, obwohl in ungewohnten Wendungen die Gegenspieler auch als Felix’ Freunde in Erscheinung treten. Diese Cartoons (und auch die von Oriolos Sohn und Nachfolger Don Oriolo), erwiesen sich als beliebt, die Kritik jedoch stufte sie als blass im Vergleich zum früheren Werk Messmers ein, insbesondere da Oriolo mit den Cartoons nur auf Kinder abzielte. Auch die durch budgetäre Knappheit nur begrenzten technischen Mittel der Animation und simplizistische Fabeln verringerten die Popularität der Serie nicht. Don Oriolo vermarktet die Figur des Felix gegenwärtig.
1996 erschien Felix mit neu produzierten Folgen erneut im Fernsehen unter dem Titel The Twisted Adventures of Felix the Cat.
2004 erschien der TV-Film Felix the Cat Saves Christmas (Felix der Kater rettet Weihnachten).

## Kinofilm
1988 wurde der Kinofilm Felix – Der Kater (Felix the Cat: The Movie) veröffentlicht. Die US-amerikanisch-ungarisch-deutsche Co-Produktion endete jedoch insbesondere in den USA, wo sie erst 1991 in die Kinos kam, als Flop bei Publikum und Kritik.

## Felix-Comics in Deutschland
1927 erschien das Buch Felix der Kater, Teil 1: Seltsame Abenteuer (Neue Berliner Verlags-Ges.) mit deutschen Versen von Arthur Rebner. Das Vorwort schrieb Alfred Polgar. Die Reihe wurde nicht fortgesetzt.
Um 1957/1958 erschienen in der Leipziger Volkszeitung einige originale Comicstrips von Felix. Die Figur wurde anschließend sogar vom damaligen Hauszeichner Joachim Nusser kurzerhand übernommen und als ein eigenständiger „DDR-Felix“ unabhängig vom Original weitergeführt.
Von 1958 bis 1981 erschienen im Bastei-Verlag mehr als tausend Ausgaben des wöchentlichen farbigen Comichefts Felix. Mit abgedruckt wurden darin auch Serien wie Bessy, Wastl, Clever & Smart (als Flip & Flap), Suske und Wiske (als Ulla und Peter) und andere.